# Svatá Ripsima
Svatá Ripsima (arménsky Հռիփսիմէ, podle ruské církevní tradice Ripsimija / Рипсимия) byla arménská raně křesťanská mučednice a světice.

## Život

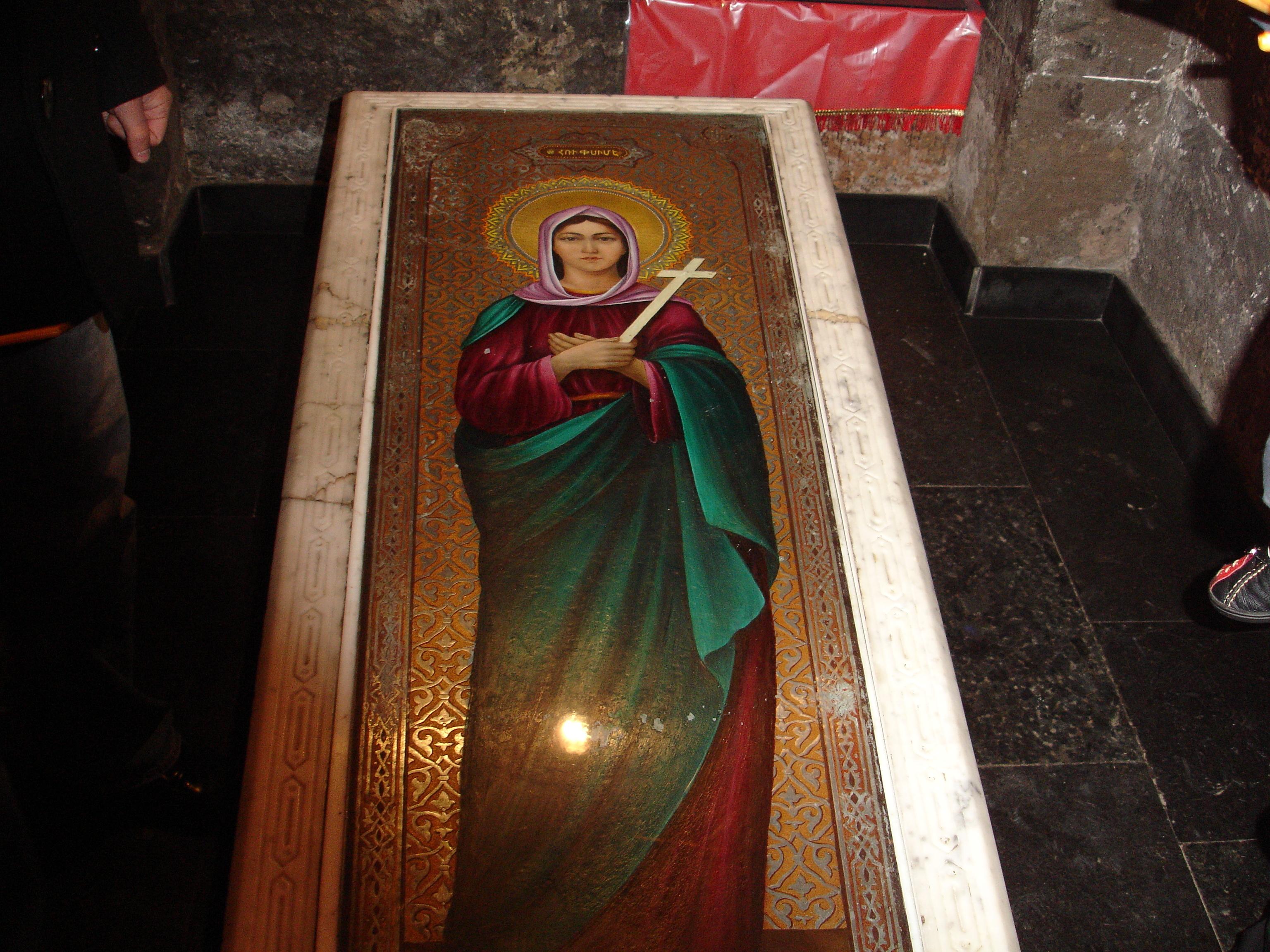
Náhrobní deska sv. Ripsime

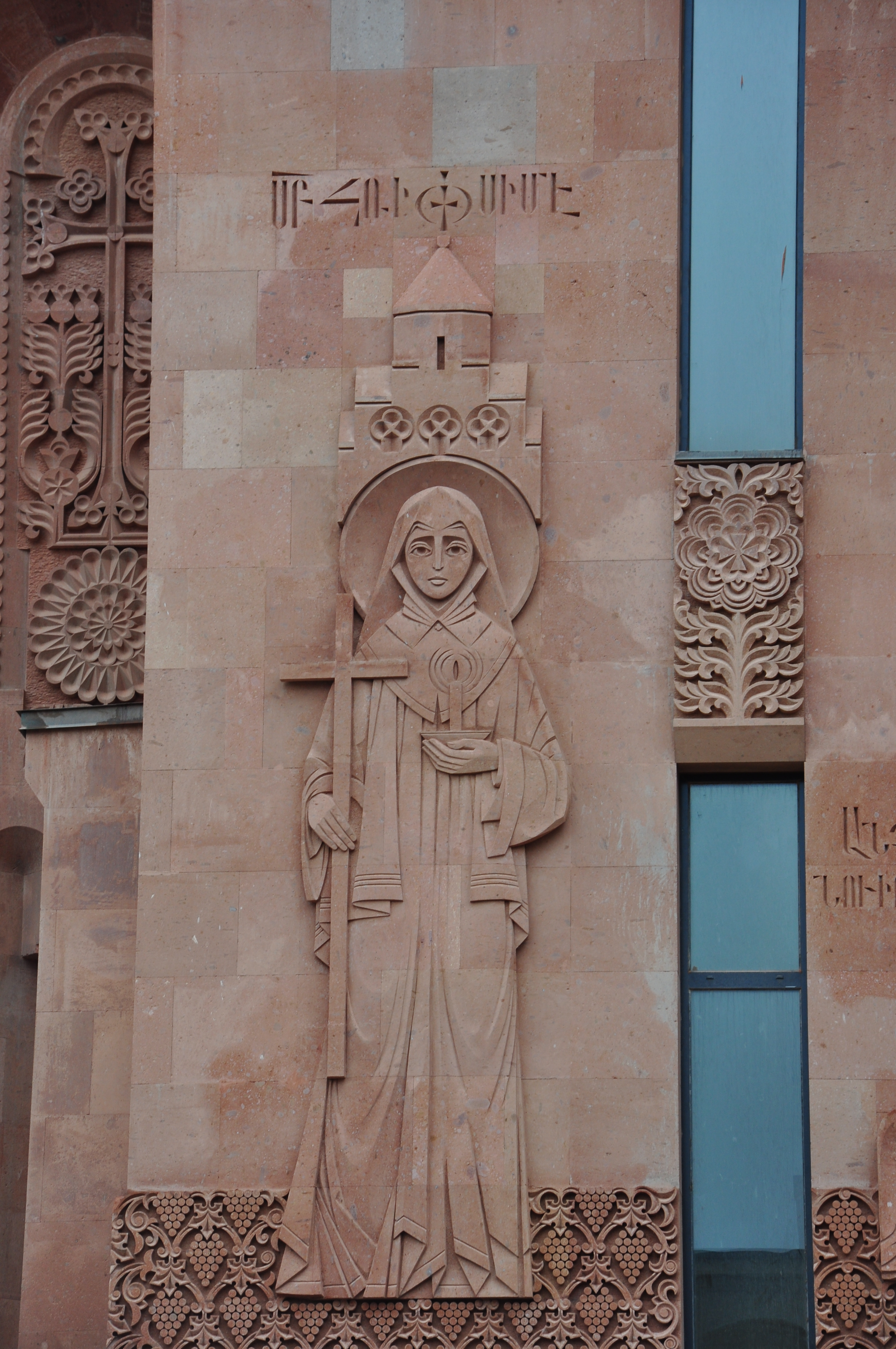
Zobrazení sv. Ripsime na zdi katedrálního chrámu Surb Chač, Moskva

V roce 301 se do Arménie uchýlilo 40 křesťanských dívek, které, v čele se svou představenou Gajané, žily ve Starověkém Římě v době panování císaře Diokleciána v klášteře sv. Pavla vysoko v horách. Císař se dověděl o neobyčejné kráse dívky jménem Ripsime. Když ji spatřil, svou krásou ho zcela očarovala, avšak jeho vůli vzít si ji za ženu se vzepřela. Poté byla nucena uprchnout a společně s družkami se ukrývala v Alexandrii.
Podle pověsti se měla dívkám zjevit Bohorodice a doporučit jim cestu do Arménie. Když se arménský král Trdat III. dověděl co se událo v Římě, sám zatoužil krásnou Ripsimu spatřit. Společně s Gajané si ji nechal přivést do královského paláce. Také král zatoužil po lásce Ripsime, ale dívka mu odpověděla, že její duše i tělo náležejí pouze Kristu. To krále natolik rozlítilo, že nechal všech 40 křesťanských dívek ukamenovat. Pouze jedné dívce se podařilo se zachránit. Byla to svatá Nina, budoucí křtitelka Gruzie. Po popravě nevinných dívek Trdat onemocněl těžkou duševní chorobou. Ze šílenství jej vyléčil až svatý Řehoř Osvětitel. Král poté uvěřil v sílu křesťanské víry, nechal se pokřtít, nechal pokřtít také celý národ a křesťanství prohlásil v roce 301 za státní náboženství Arménie.

## Chrám

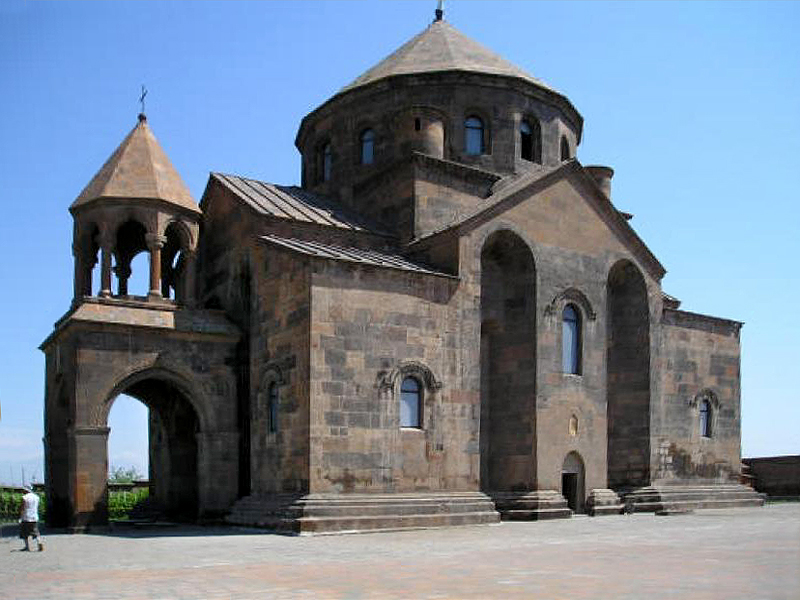
Chrám svaté Ripsime v Vagharšapatu byl postaven roku 618

Na počest svaté Ripsime byl v Vagharšapatu roku 618 postaven chrám, který se zachoval do dnešních dnů. Jde o nejlepší exemplář křížově-kupolivého chrámu středověké Arménie.